# Svenska Skolidrottsförbundet
Svenska Skolidrottsförbundet är ett specialidrottsförbund för skolidrott. Det bildades 1916 och valdes in i Riksidrottsförbundet samma år. Carl Svedelius, rektor i Stockholm, var förbundets första ordförande mellan åren 1916-1936. Förbundskansliet ligger i Idrottens Hus i Stockholm. Förbundet organiserar skolidrottsföreningar, skol-IF. En skolidrottsförening drivs av barn och ungdomar i skolåldern, men är en helt vanlig förening och är inte en del av skolan. 
Förbundet beslutade 2018 att avskaffa skol-SM och istället fokusera på nya sätt att tävla.

## Historia
Skolidrottsföreningar fanns redan i slutet av 1800-talet. Norra Real, Stockholm, var först med att bilda förening 1878, följt av Visby 1880, Gefle Gymnasii IF 1882 med elevstyre, samt Högre Allmänna Läroverken i Växjö 1889, Linköping 1893 och Norrköping 1897.

## Svedeliusmedaljen
Vid Carl Svedelius 75-årsdag och avgång som ordförande efter 20 år, 1936, instiftades Svedeliusmedaljen i silver och guld. Utdelas efter minst åtta år som ledamot av förbundsstyrelsen eller i styrelsen för skolidrottsdistrikt eller i skolidrottsföreningen.

## Skoljoggen
Skolidrottsförbundet arrangerar varje år Skoljoggen, som är ett motionsevenemang för barn och unga i alla Sveriges skolor. 2020 arrangerades Skoljoggen för 38:e gången. I samband med Skoljoggen samlas en frivillig Springslant in till en förmånstagare. 2017-2021 är Clowner utan Gränser förmånstagare.

## Ordföranden
- 1916-1936: Carl Svedelius, rektor, Stockholm.
- 1936–1948: Nils Lundqvist, rektor, Stockholm.
- 1948–1967: Gustaf Iverus, rektor, Stockholm.
- 1967–1972: Lars Kjellman, skoldirektör, Malmö.
- 1972–1976: Ingvar Norrby: länsskoleinspektör, Falun.
- 1976–1992: Sven Zetterlund, skoldirektör, Djursholm.
- 1992–1998: Eva Johansson, riksdagsledamot, Eskilstuna.
- 1998–2002: Ove Johansson, gymnastikdirektör, Nybro.
- 2002–2010: Leif Larsson, gymnastikdirektör, Dalarö.
- 2010–2018: Erik Söderberg, verksamhetsrevisor i offentlig förvaltning, Falun/Göteborg.
- 2018-2024: Jamie Spörndli, generalsekreterare Svenska Racerbåtsförbundet, Stockholm.
- 2024-: Erika Örjes, nationalekonom, Örebro.